# اکفن هلدینگ
اکفن هلدینگ (انگلیسی: Akfen Holding) شرکت خوشه‌ای ترکیه‌ای است، که در زمینه ساخت‌وساز املاک و مستغلات، توسعه املاک و مستغلات و احداث زیرساخت‌های شهری، تصفیه آب و دفع پساب، مبادله انرژی، خدمات لجستیک، مدیریت فرودگاه و ترابری دریایی فعالیت می‌نماید.
شرکت اکفن در سال ۱۹۷۶ توسط حمدی اکین تأسیس شد. دفتر مرکزی این شرکت در شهر استانبول، ترکیه قرار دارد و بخشی از سهام آن در بازار بورس استانبول معامله می‌شود.